# Birthday (Selena-Gomez-Lied)

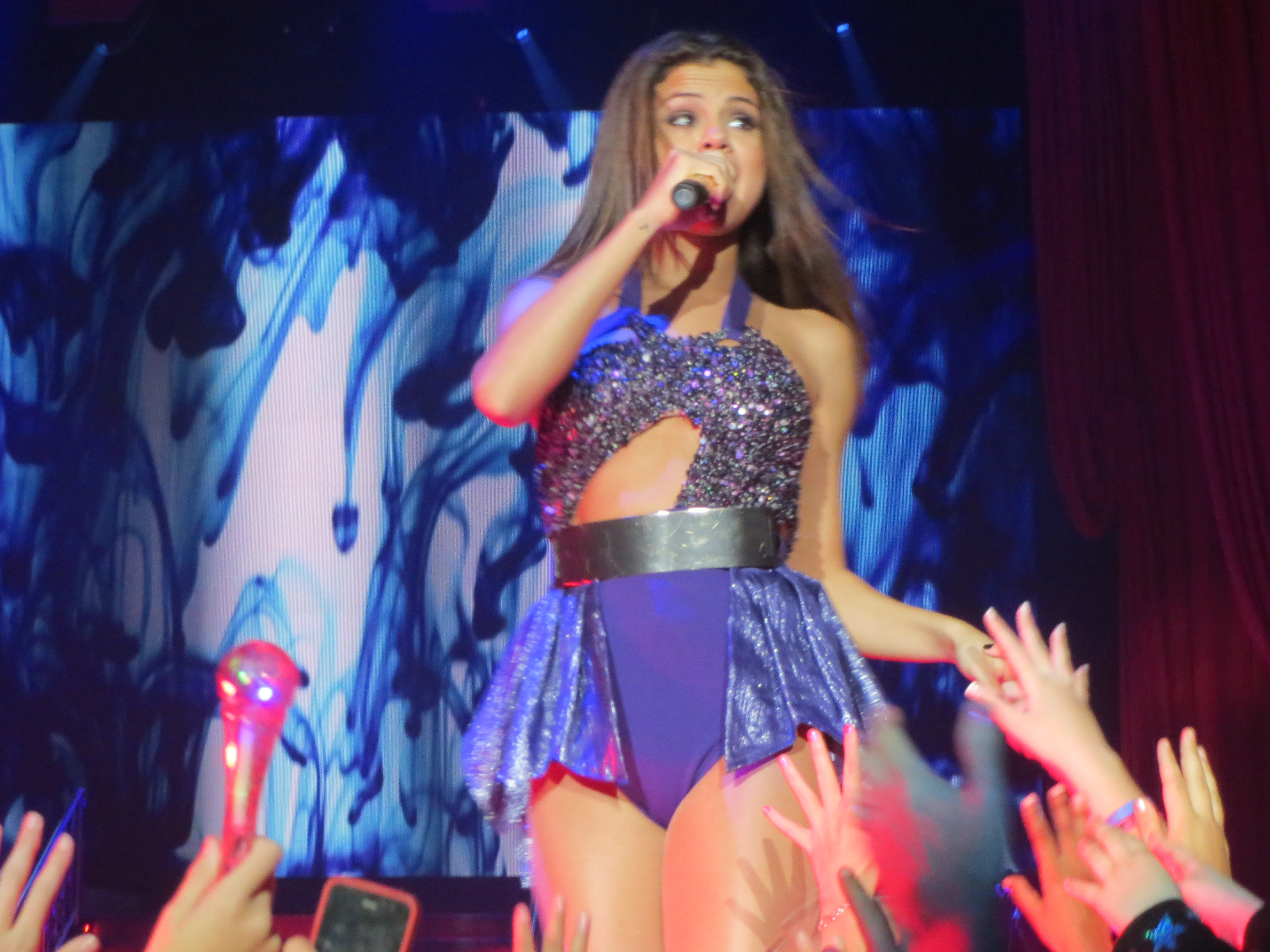
Birthday live in San Diego (November 2013)

Birthday ist ein Popsong der US-amerikanischen Sängerin und Schauspielerin Selena Gomez. Der Titel wurde auf ihrem im Juli 2013 erschienenen Debütalbum Stars Dance veröffentlicht.

## Entstehung und Veröffentlichung
Birthday wurde von Crista Ruso, Mikel del Rio und Jacob Kasher Hindlin geschrieben und von Mikel del Rio und Matt Beckley produziert. Aufgenommen wurde Birthday in den Conway Studios in Los Angeles. Birthday erschien in Deutschland am 19. Juli 2013 und in den USA am 22. Juli 2013 zum 21. Geburtstag von Gomez. Am selben Tag erschien auch ein Videoclip zu Birthday, in dem die Sängerin ihren Geburtstag feiert. Die geplante Auskopplung als dritte Single des Albums wurde nie realisiert.

## Musikrichtung
Birthday ist ein typischer Electro-Popsong, welches Einflüsse von Hip-Hop und Dubstep aufweist. Im Song tauchen auch Elemente von Trap-Musik sowie Polizeisirenen auf.

## Musikvideo
Die Regie des Musikvideos zu Birthday führte Ben Renschen und zeigt eine ausufernde Geburtstagsparty. Das Video erschien am 22. Juni 2013 zum 21. Geburtstag von Selena Gomez auf ihrem YouTube-Kanal. Zum Video sagte sie: „Ich wollte meinen 21. Geburtstag mit jedem Fan zusammen feiern, also haben wir dieses Video gemacht, um mein Geburtstag mit jedem einzelnen Fan zu feiern. Danke für all die Liebe und Unterstützung. Ich liebe euch alle so sehr!“ Das Video spielt im Untergeschoss eines Nachtclubs. Das Video endet damit, dass jeder der Partygäste Selena Gomez Happy Birthday wünscht. Binnen 24 Stunden hatte das Video auf YouTube mehr als 1 Million Aufrufe.

## Kritik
Birthday bekam gute Kritiken. Cristina Drill, Kritikerin von Popdust, gab Birthday 4.5 von 5 Sternen und bezeichnete das Lied als „Super Spaß“ sowie als das verrückteste und beste Werk Selena Gomez’.

## Preise
| Jahr | Preis                     | Kategorie              | Lied     | Quelle |
| ---- | ------------------------- | ---------------------- | -------- | ------ |
| 2014 | Radio Disney Music Awards | Bester Song zum Tanzen | Birthday | [ 3 ]  |